# Pleurigona curvinervis
Pleurigona curvinervis är en tvåvingeart som beskrevs av Malloch 1929. Pleurigona curvinervis ingår i släktet Pleurigona och familjen lövflugor. Inga underarter finns listade i Catalogue of Life.